# Жуль Малу
Жуль Едуард Ксав'є Малу (19 жовтня 1810 , Іпр, Західна Фландрія  — 11 липня 1886 , Волюве-Сен-Ламбер ) — бельгійський політичний і державний діяч, лідер клерикальної партії.
Народився в Іпрі. Був цивільним співробітником департаменту юстиції. 1841 року був обраний до Палати депутатів Франції, деякий час обіймав посаду губернатора провінції Антверпен. Був міністром фінансів у коаліційному уряді барона Нотона у 1844 році, 1846 року спільно з Бартелемі де Тьо де Мейланд сформували католицький кабінет, який втратив владу після перемоги на виборах 1847 року лібералів.
Після цього Малу став членом Сенату, а його партія знову прийшла до влади 1870 року. Після заворушень у Брюсселі у грудні 1871 року голова уряду Жуль д'Анетан подав у відставку, й Малу став фактичним, проте не номінальним лідером подальших клерикальних адміністрацій (1870–1878). При цьому 1874 року сформував власний кабінет.
Пішов у відставку 1878 року, проте повернувся на посаду голови уряду в червні 1884 року. У цей термін він почав скасовувати освітні компроміси, прийняті його попередником Фрер-Орбаном. Його законодавчі ініціативи відносно надання привілеїв католицьким школам спричинили в Брюсселі сильні заворушення, і в жовтні того ж року король прийняв його відставку.